# Pterotrachea coronata
Pterotrachea coronata är en snäckart som beskrevs av Forskal 1775. Pterotrachea coronata ingår i släktet Pterotrachea och familjen Pterotracheidae. Inga underarter finns listade i Catalogue of Life.